# Brega
Brega, of Al-Burayqah (Arabisch: البريقة) is een plaats in het noordoosten van Libië. De plaats ligt in de noordoostelijke bocht van de Golf van Sidra, nabij de meest zuidelijke punt van de Middellandse Zee. Sinds 2007 maakt de plaats deel uit van het district Al Wahat met als hoofdplaats Ajdabiya. De plaats heeft een belangrijke oliehaven.

## Karakteristieken
Vandaag de dag zijn er diverse olie- en gaspijpleidingen en raffinaderijen in het gebied, dat in 2003 een bevolking van 12.594 had. Tien kilometer ten oosten van Al-Burayqah bevindt zich de Bright Star University of Technology.
Marsa al-Burayqah ligt aan de kustweg die de Libische hoofdstad Tripoli met de Egyptische hoofdstad Caïro verbindt. Er is een luchthaven, de Marsa Brega Airport, met dagelijkse vluchten naar Tripoli.

## Geschiedenis
Tijdens de Italiaanse kolonisatie stond de plaats bekend als Mersa Brega. In de Tweede Wereldoorlog noemde de Duitse commandant Rommel tijdens de Noord-Afrikaanse Veldtocht van 1941 het de poort naar Cyrenaica. Tijdens de oorlog werd Brega zwaar beschadigd.
Brega was tijdens de oorlog driemaal in de frontlinie komen te liggen, de eerste maal in februari 1941. In december 1940 startte het Britse leger Operatie Compass en rukten vanuit Egypte zo'n 800 kilometer naar het westen op. Tussen Brega en El Agheila werden de aanvoerlijnen zo lang dat het leger de opmars moest staken. Een paar weken later landde het Afrika Korps en de geallieerden werden tot Tobroek teruggedrongen. In november 1941 gingen de geallieerden weer in de aanval, Operatie Crusader, en bereikten aan het eind van het jaar weer Brega. Erwin Rommel nam een rustpauze om de troepen te laten rusten en de voorraden aan te vullen. In januari 1942 was het Afrika Korps klaar en viel aan om pas ver over de grens met Egypte in El Alamein gestopt te worden. Na de Tweede Slag bij El Alamein startte het Duitse leger een 2.600 kilometer lange terugtocht naar de grens met Tunesië, met een kleine rustpauze bij Brega. Bij Brega lag een groot mijnenveld, strekkend van de kust naar een depressie 60 kilometer landinwaarts. Voor voertuigen was dit een groot obstakel en maakte een omtrekkende beweging van de geallieerden zeer moeilijk. Het mijnenveld hield de geallieerden maar een paar weken tegen. De legers trokken eind 1942 verder naar het westen, maar veel van de landmijnen zijn achtergebleven waardoor het gebied nagenoeg onbewoond is gebleven tot 1960.

## Economische activiteiten
In 1959 werd 169 kilometer ten zuiden van Brega aardolie aangetroffen. Brega werd de eerste havenplaats in Libië waar een oliepijpleiding uit het binnenland zou eindigen. De stad en haven werden vernieuwd en belangrijk uitgebreid. De oudste raffinaderij van Libië staat in Brega, deze was in 1962 in België gebouwd, geplaatst op een ponton en naar Brega versleept. De raffinaderij, met een capaciteit van circa 8.000 vaten olie per dag, moest de olie-industrie ter plaatse van brandstoffen voorzien. Verdere uitbreidingen hebben van Brega een belangrijke locatie voor de petrochemische industrie gemaakt.
In 1971 werd in Brega een grote faciliteit geopend voor het vloeibaar maken van aardgas (lng). Libië werd daarmee het tweede land ter wereld, na Algerije, dat lng ging exporteren. De capaciteit lag op 4,4 miljoen ton lng op jaarbasis en belangrijke klanten waren de nutsbedrijven van Spanje en Italië. In 1977 kwam een gasleiding vanuit Algerije naar Italië in gebruik en de vraag naar Libisch lng nam hierdoor af. Verder werd Libië geraakt door economische sancties die duurden van medio jaren 80 tot oktober 2004 waardoor de import van materieel om de faciliteit ten volle te benutten tot stilstand kwam. De capaciteit werd aan het begin van deze eeuw slechts voor circa 15% gebruikt. In mei 2005 tekenden de Libische National Oil Corporation en Royal Dutch Shell een overeenkomst om de lng-fabriek nieuw leven in te blazen. Shell zal de fabriek moderniseren en heeft exploratierechten gekregen om naar aardgas te gaan zoeken in het belangrijke Sirte olie- en gasgebied. Shell zal een minimum van 105 miljoen dollar investeren, maar dit bedrag kan uiteindelijk oplopen tot 450 miljoen dollar. De productie van lng zal volgens het plan toenemen van 0,7 miljoen ton per jaar tot 3,2 miljoen ton. Als de zoektocht naar aardgas succesvol verloopt, kan tot een verdere capaciteitsuitbreiding worden besloten.
De haven wordt beheerd door de Sirte Oil Company. Het is een belangrijke exporthaven voor aardolie, vloeibaar aardgas (lng) en petrochemische producten. Per jaar doen ongeveer 300 schepen de haven aan. Tankers met een lengte van 220 meter en een diepgang van 10 meter kunnen de haven binnenvaren.

## Libische opstand 2011
Bij de opstand in Libië van 2011 tegen het regime van Khaddafi vonden er met name in de periode 2 tot 4 maart 2011 felle gevechten plaats tussen de troepen van Khaddafi en opstandelingen. Bij een aanval op Brega tijdens een tegenoffensief van de troepen van Kaddhafi vielen er zeker veertien doden. Op 13 maart heroverde het regeringsleger na vuurgevechten Brega terug op de rebellen, maar reeds op 26 maart moest ze de stad weer prijsgeven. Sindsdien hebben de rebellen de stad in handen.